# Julie Covingtonová
Julie Covingtonová (* 11. září 1947 Londýn, Anglie) je britská zpěvačka a herečka.
Profesionální zpěvačkou se stala v roce 1967, kdy zpívala v pořadu Davida Frosta. Své první album nazvané While the Music Lasts vydala v tomtéž roce. V roce 1971 hrála v muzikálu Godspell v The Roundhouse, o dva roky později pak v The Rocky Horror Show. V letech 1976 a 1977 hrála ve dvou sériích pořadu Rock Follies. V roce 1971 vydala své druhé album The Beautiful Changes a další (eponymní) až v roce 1978. Toto album se umístilo na dvanáctém místě v britském žebříčku a obsahovalo i coververzi písně „Only Women Bleed“ od Alice Coopera. Na albu mimo jiné hrál John Cale.

## Sólová diskografie
- While the Music Lasts (1967)
- The Beautiful Changes (1971)
- Julie Covington (1978)